# ドウェイン・ケール
ドウェイン・ケール（Duwayne Kerr、1987年1月16日 - ）は、ジャマイカ・ウェストモアランド教区出身のプロサッカー選手。サッカージャマイカ代表。レイトン・オリエントFC所属。ポジションはGK。

## 経歴

### クラブ
ジャマイカ国内のクラブでプロデビュー。
2011年にノルウェーに渡り、ストレンメンIFに加入。2013年、フリーでサルプスボルグ08に加入。
2016年4月、アイスランドのストヤルナンに移籍。2016年8月、チェンナイインFCに移籍。

### 代表
2007年にジャマイカ代表デビュー。

## 所属クラブ
- FCレノ 2005-2007
- ポートモア・ユナイテッドFC 2007-2011
- ストレンメンIF 2011-2012
- サルプスボルグ08 2013-2015
- ストヤルナン 2016
- チェンナイインFC 2016